# Athemus elongatissimus
Athemus elongatissimus es una especie de coleóptero de la familia Cantharidae.

## Distribución geográfica
Habita en Yunnan (China).